# Prasit Padungchok
Prasit Padungchok (Thai: ประสิทธิ์ ผดุงโชค; * 13. Oktober 1982 in Chaiyaphum), auch als Keng bekannt, ist ein thailändischer Fußballspieler.

## Karriere
Seinen ersten Vertrag unterschrieb Prasit Padungchok 2008 beim damaligen Drittligisten Nakhon Ratchasima FC, einem Verein, der in Nakhon Ratchasima beheimatet ist. 2011 stieg er mit dem Verein in die Zweite Liga, der Thai Premier League Division 1, auf. Von 2008 bis 2013 stand der Torwart 43 Mal für den Club im Tor. 2014 wechselte er den Verein und ging nach Bangkok um sich dem Erstligisten BEC-Tero Sasana FC anzuschließen. Für BEC-Tero stand er bis 2016 29 Mal im Tor. 2017 unterschrieb er einen Vertrag bei Muangthong United, ebenfalls ein Verein der Thai League. 2019 wurde er von Muangthong an seinen ehemaligen Verein Police Tero FC ausgeliehen. Mit Police Tero schloss er die Saison 2019 als Vizemeister der Thai League 2 ab. Nach der Ausleihe wurde er von Police fest unter Vertrag genommen. Nach der Hinrunde 2021/22 wechselte er im Dezember 2021 zum Ligakonkurrenten BG Pathum United FC. Am Ende der Saison feierte er mit BG die Vizemeisterschaft. Am 6. August 2022 gewann er mit BG den Thailand Champions Cup. Das Spiel gegen den Meister Buriram United wurde mit 3:2 gewonnen. Am 20. Mai 2023 stand BG das Endspiel des Thai League Cup. Das Finale wurde gegen Buriram United mit 2:0 verloren. Nach insgesamt neun Ligaspielen wurde sein Vertrag im Sommer 2023 nicht verlängert. Im Juli 2023 unterschrieb der Torwart einen Vertrag beim Zweitligaaufsteiger Pattaya United FC. Nach zwölf Ligaspielen für den Verein aus Pattaya wechselte er im Januar 2024 zum ebenfalls in der zweiten Liga spielenden Chanthaburi FC. Für den Verein aus Chanthaburi bestritt er 29 Ligaspiele. Ende Dezember 2024 verpflichtete ihn der Zweitligist Kanchanaburi Power FC. Am Ende der Saison 2024/25 belegte er mit dem Verein den vierten Tabellenplatz und qualifizierte sich somit für die Play-off-Spiele zur ersten Liga. Im Halbfinale konnte man sich gegen den fünftplatzierten Mahasarakham SBT FC durchsetzen. Im Finale traf man auf den Phrae United FC. Das Hinspiel im eigenen Stadion gewann man mit 3:2. Das Rückspiel endete 2:2. Kanchanaburi gewann mit insgesamt 5:4 und stieg somit in die erste Liga auf. Nach dem Aufstieg wurde sein Vertrag im Mai 2025 nicht verlängert. Für Kanchanaburi bestritt er 15 Ligaspiele. Im Juli 2025 nahm ihn der ebenfalls in der zweiten Liga spielende Sisaket United FC unter Vertrag.

## Erfolge
BEC-Tero Sasana FC
- Thailändischer Ligapokalsieger: 2014

Muangthong United
- Thailändischer Ligapokalsieger: 2017
- Thailändischer Supercup-Sieger: 2017
- Mekong Club Championship: 2017

Police Tero FC
- Thailändischer Zweitligavizemeister: 2019  ▲

BG Pathum United FC
- Thailändischer Vizemeister: 2021/22
- Thailändischer Supercup-Sieger: 2022
- Thailändischer Ligapokalfinalist: 2022/23